# Премія Ендрю Геманта
Пре́мія Е́ндрю Ге́манта (англ. Andrew Gemant Award) — премія, яку щороку присуджує Американський інститут фізики за значний внесок у культурний, художній або гуманістичний аспекти фізичної науки. Премію вручають з 1987 року відповідно до заповіту американського фізика Ендрю Геманта.

## Критерії вибору лауреата
Лауреата обирає Рада керуючих Американського інституту фізики під час щорічної наради, що проходить навесні. Підставою для обрання є рекомендація відбіркового комітету, який призначається головою Ради директором інституту. Лауреата обирають в одній із таких галузей:
- творчі роботи в галузі мистецтва та гуманітарних наук, відзначені глибоким знанням та любов'ю до фізики;
- інтерпретація фізики для широкого загалу за допомогою засобів масової інформації, презентацій або лекцій;
- просвітництво фізиків та громадськості щодо історії фізики або інших культурних аспектів фізики;
- доступне пояснення фізики студентам, які вивчають фізику в рамках їх загальної освіти.

## Розмір винагороди
Лауреат отримує 5000 доларів США готівкою та ще 3000 у вигляді гранту академічному інституту, в якому працює лауреат, для проведення подальших робіт. Також лауреат отримує запрошення для прочитання лекції на одному з відповідних форумів.

## Лауреати премії
| Рік  | Світлина лауреата | Ім'я лауреата                         | Місце праці                                  |
| ---- | ----------------- | ------------------------------------- | -------------------------------------------- |
| 1987 |                   | Філіп Моррісон                        | Массачусетський технологічний інститут       |
| 1988 |                   | Фрімен Дайсон                         | Інститут перспективних досліджень            |
| 1989 |                   | Джеральд Голтон                       | Гарвардський університет                     |
| 1990 |                   | Джеремі Бернштейн                     | Массачусетський технологічний інститут       |
| 1991 |                   | Стенлі Сиріл Сміт                     | Массачусетський технологічний інститут       |
| 1992 |                   | Мартін Ейткен                         | Оксфордський університет                     |
| 1993 |                   | Абрахам Пайс                          | Рокфеллерський університет                   |
| 1994 |                   | Спенсер Вірт                          | Американський інститут фізики                |
| 1995 |                   | Роберт Вілсон                         | англ. Newman Lab (Корнелльський університет) |
| 1996 |                   | Алан Лайтман                          | Массачусетський технологічний інститут       |
| 1997 |                   | Стівен Вайнберг                       | Техаський університет в Остіні               |
| 1998 |                   | Стівен Гокінг                         | Кембриджський університет                    |
| 1999 |                   | Паула Апселл                          | WGBH-TV, Бостон                              |
| 2000 |                   | Джеймс Трефіл                         | Університет Джорджа Мейсона                  |
| 2001 |                   | Лоуренс Краусс                        | Кейс-Вестерн-Резерв університет              |
| 2002 |                   | Майкл Ріордан                         | Стенфордський університет                    |
| 2003 |                   | Браян Грін                            | Колумбійський університет                    |
| 2004 |                   | Алан Фрідман                          | Нью-Йоркська зала науки                      |
| 2005 |                   | Ганс Крістіан фон Баєр                | Коледж Вільяма і Мері                        |
| 2006 |                   | Марсія Бартусяк                       | Массачусетський технологічний інститут       |
| 2007 |                   | Ендрю Фракной                         | Коледж Футгілл                               |
| 2008 |                   | Джон Рігден                           | Американський інститут фізики                |
| 2009 |                   | Браян Шварц (англ. Brian Schwartz)    | Міський університет Нью-Йорка                |
| 2010 |                   | Данієль Альтшулер                     | Університет Пуерто-Ріко                      |
| 2011 |                   | Стівен Маран                          | НАСА                                         |
| 2012 |                   | Ліза Рендалл                          | Гарвардський університет                     |
| 2013 |                   | Едвін Крапп                           | Обсерваторія Гриффіта                        |
| 2014 |                   | Шон Керролл                           | Каліфорнійський технологічний інститут       |
| 2015 |                   | Аінісса Рамірез                       | Вільна публічна бібліотека Джерсі-Сіті       |
| 2016 |                   | Джеймс Какаліос                       | Університет Міннесоти                        |
| 2017 |                   | Дон Лінкольн                          | Фермілаб                                     |
| 2018 |                   | Девід Каплан                          | Університет Джонса Гопкінса                  |
| 2019 |                   | Вірджинія Трімбл                      | Університет Каліфорнії в Ірвайні             |
| 2020 |                   | Джеральдін Кокс (англ. Geraldine Cox) | Імперський коледж Лондона                    |
| 2021 |                   | Сильвестр Джеймс Гейтс                | Браунський університет                       |
| 2022 |                   | Кліффорд Джонсон                      | Університет Південної Каліфорнії             |
| 2023 |                   | Сідні Перковіц                        | Університет Еморі                            |